# Anisonychus westermanni
Anisonychus westermanni es una especie de coleóptero de la familia Attelabidae.

## Distribución geográfica
Habita en Kalimantan (Indonesia).